# Dodge Intrepid
El Dodge Intrepid es un automóvil de cuatro puertas, de tamaño mediano, con motor v6 y con tracción delantera sedán que fue producido por los años 1993 a 2004. Este auto está relacionado mecánicamente con el Chrysler Concorde, Chrysler LHS, Chrysler New Yorker, Eagle Vision, así como el Chrysler 300M sedán. El Intrepid, Concorde, y Vision fueron fabricados colectivamente en la plataforma LH. Fue vendido en Canadá como el Chrysler Intrepid. Sustituyó al Chrysler Dynasty (Canadá) y al Dodge Monaco (Estados Unidos) como uno de los mayores vehículos de Dodge. Con la introducción de Dodge a México ese momento, fue bautizado como un Dodge, en sustitución del Dynasty, cuando fue vendido bajo la marca de Chrysler.

## Primera generación 1993 - 1997
La primera generación de coches LH debutó con bombos y platillos en el 1992 Norte American International Auto Show de Detroit en 1993 se ofrecieron tres modelos: el Chrysler Concorde, Dodge Intrepid (renombrado como un Chrysler en Canadá) y el Eagle Vision (renombrado como un Chrysler en Europa). 
El Intrepid estaba disponible en dos niveles de acabado:. Base y la más deportiva, ES, mejor equipado, que agregó frenos de disco en las cuatro ruedas, ruedas de 16 plgs "con mejores neumáticos, y más rígida suspensión de gira" amortización de los Intrepids. Todos recibieron bolsas de aire del conductor y del pasajero delantero, una rareza en el momento, así como aire acondicionado y transmisión automática de cuatro velocidades. Los frenos antibloqueo son opcionales, como el control de tracción y el más poderoso motor de 3.5 L SOHC (214 caballos de fuerza máxima).

## Segunda generación 1998 - 2004
Los coches de la plataforma LH fueron rediseñados desde cero para 1998. Los motores fueron sustituidos por dos de aluminio con nuevas unidades: un DOHC de 2.7 L, 200 CV (150 kW) para los modelos V6 de base, y un SOHC de 3.2 L, 225 CV (168 kW) V6 para el ES. Un nuevo y superior modelo de la Dodge fue introducido en el año 2000, la pieza central de que era una versión rediseñada del V6 de 3.5 L, produciendo 242 caballos de fuerza (180 kW) y 234 CV (174 kW) para el R/T. Al mismo tiempo, el 3.2 L se redujo a una opción en el ES. 
En 2001, el Intrepid hizo su debut en el circuito de NASCAR, lo que significa el retorno de Chrysler a la competencia de NASCAR después de una interrupción de 16 años. Los conductores en la primera campaña Dodge son Bill Elliott, Jason Leffler, Ward Burton, de Sterling Marlin, John Andretti, Buckshot Jones, Kyle Petty, Stacy Compton, Dave Blaney, y Casey Atwood. Marlin fue el primero en ganar en un Dodge, dando a la marca su primera victoria desde 1977, con el fallecido Neil Bonnett conductor.